# Nature Climate Change
Nature Climate Change är en månatlig referentgranskad vetenskaplig tidskrift publicerad av Nature Portfolio som täcker alla aspekter av forskning om klimatförändring och den nuvarande globala uppvärmningen, särskilt dess effekter. Den etablerades 2011 som en fortsättning på Nature Reports Climate Change, som i sin tur etablerades 2007. Dess första chefredaktör var Olive Heffernan och tidskriftens nuvarande chefredaktör är Bronwyn Wake. Enligt Journal Citation Reports hade tidskriften en 2021 påverkansfaktor på 28,862.